# Železnice
Železnice település Csehországban, a Jičíni járásban. Železnice Bradlecká Lhota, Lomnice nad Popelkou, Dílce, Jinolice, Valdice, Soběraz, Jičín, Kyje, Podůlší és Kněžnice településekkel határos. Lakosainak száma 1374 fő (2024. január 1.).

## Népesség
A település lakosságának változását az alábbi diagram mutatja:
| Lakosok száma | 2439 | 2348 | 1892 | 1427 | 1195 | 1098 | 1270 | 1303 | 1315 | 1374 |
|               | 1869 | 1890 | 1921 | 1950 | 1980 | 2001 | 2017 | 2019 | 2022 | 2024 |